# Метамфепрамон
Метамфепрамо́н (МНН), также известный как диметилпропио́н, диметилметкатино́н или N-метилэфедро́н — химическое соединение класса фенилэтиламинов и катинонов, психостимулятор.

## Использование
Метамфепрамон был оценен как подавитель аппетита и средство для лечения гипотонии, но никогда не был широко представлен на рынке.
Был распространён в Израиле под названием ракефет в качестве рекреационного препарата, но в 2006 году был запрещён.

## Получение
Рацемический метамфепрамон получается через реакцию 2-бромпропиофенона с диметиламином. (2S)-(-)-диметилкатинон получают окислением (1R,2S)-(-)-N-метилэфедрина раствором серной кислоты-дихромата натрия при температуре −5 °C.

## Метаболизм
Метамфепрамон быстро разлагается в организме на меткатинон и N-метилпсевдоэфедрин.

## Правовой статус
N-метилэфедрон и его производные включены в список I перечня наркотических средств, психотропных веществ и их прекурсоров, подлежащих контролю в Российской Федерации.